# Gastrancistrus epulo
Gastrancistrus epulo är en stekelart som först beskrevs av Walker 1839.  Gastrancistrus epulo ingår i släktet Gastrancistrus och familjen puppglanssteklar. Inga underarter finns listade i Catalogue of Life.